# 13977 Frisch
13977 Frisch eller 1992 HJ7 är en asteroid i huvudbältet som upptäcktes den 29 april 1992 av den tyska astronomen Freimut Börngen vid Tautenburg-observatoriet. Den är uppkallad efter nobelpristagaren Karl von Frisch.
Asteroiden har en diameter på ungefär 9 kilometer.